# Edgar County
Edgar County is een county in de Amerikaanse staat Illinois.
De county heeft een landoppervlakte van 1.615 km² en telt 19.704 inwoners (volkstelling 2000). De hoofdplaats is Paris.

## Bevolkingsontwikkeling

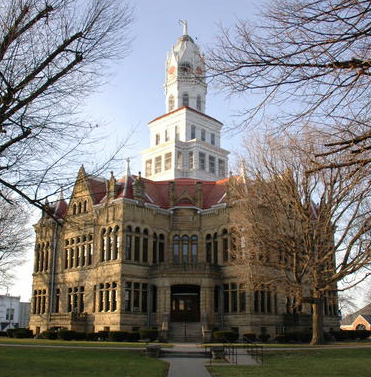
Edgar County Courthouse